# Lamhe
Lamhe (Hindi: लम्हे, italiano: Momenti) è un film indiano del 1991 diretto da Yash Chopra e con protagonisti Anil Kapoor e Sridevi. La storia è stata scritta da Honey Irani ed è ispirata a quella del film Anokha Rishta con Rajesh Khanna. Il film è stato acclamato dalla critica, ma non ha goduto di buoni incassi al box office indiano. Infatti è uno dei pochissimi film ad aver vinto il Filmfare Award per il miglior film, pur non ottenendo buoni risultati al botteghino.
Lamhe è stato girato in due momenti a Rajasthan e Londra. Nel corso degli anni il film ha assunto lo status di cult ed è considerato un capolavoro della cinematografia di Bollywood e, possibilmente, il miglior film di Yash Chopra per sua stessa ammissione. È stato inoltre uno dei più grandi successi commerciali di Bollywood al di fuori del mercato indiano, principalmente grazie alle edizioni in home video. Sridevi ha ricevuto molte critiche positive per il suo doppio ruolo di madre e figlia, vincendo il Filmfare Award per la miglior attrice ed altri riconoscimenti. La rivista Outlook ha citato il film nella lista dei migliori film indiani di tutti i tempi.
Lamhe è anche l'ultimo film a cui ha lavorato lo sceneggiatore Rahi Masoom Reza, che morì un paio di mesi dopo la fine della lavorazione del film.